# South Passage (Queensland)
South Passage är ett sund i Australien. Det ligger i delstaten Queensland, omkring 41 kilometer öster om delstatshuvudstaden Brisbane.